# Walter Bitterlich
Walter Bitterlich (* 19. Februar 1908 in Reutte, Tirol; † 9. Februar 2008 ebenda) war ein österreichischer Forstwissenschaftler. Er widmete sich insbesondere der Entwicklung optischer Geräte und Methoden zur Waldinventur.

## Leben
Walter Bitterlich war der Sohn des Forstmeisters Ernst Bitterlich und dessen Frau Maria geb. Wachtel. Trotz seiner Herkunft aus einfachen Verhältnissen gelang es ihm, ein Studium an der Wiener Hochschule für Bodenkultur aufzunehmen, das er 1930 als Diplomingenieur der Forstwirtschaft abschloss. 1933 folgte die Staatsprüfung für den höheren Forstdienst. Da er anschließend keine Stelle fand, arbeitete er zunächst als unbezahlter Volontär bei den Österreichischen Bundesforsten (ÖBf), bis diese ihn 1935 regulär anstellten. Seine Arbeit in dieser Zeit umfasste Taxation, Vermessung und Kartografie bei der Mayr-Melnhofschen Forstverwaltung.

## Im Nationalsozialismus
Bitterlich war bereits zum 14. Mai 1933 in die NSDAP eingetreten (Mitgliedsnummer 1.618.531). Die NSDAP-Ortsgruppe in Steinbach am Attersee bestätigte ihm, „politisch vollkommen einwandfrei“ zu sein. Auch ein Gutachten des Gauamtes attestierte Bitterlich, „schon vor dem Umbruch nationalsozialistisch ausgerichtet“ gewesen zu sein. Solches Lob war für eine Karriere im öffentlichen Forstdienst, in dem 1937 drei von vier Beschäftigten der NSDAP angehörten, unerlässlich. Er erhielt Beamtenstatus und durfte, 30 Jahre nach seinem Vater, als Forstmeister seiner Heimatgemeinde Reutte forsten.
1942 wurde Bitterlich zum Kriegsdienst einberufen. Nach einem Jahr an der Ostfront wurde er in die Normandie versetzt. Seine Kriegserlebnisse schilderte er zuletzt 2003 in den im heimatlichen Ehrenberg-Verlag erschienenen Kriegserinnerungen. Persönliche Aufzeichnungen von 1942 bis 1945, in denen seine Parteimitgliedschaft jedoch unerwähnt bleibt.
Nach der Niederlage des NS-Staates wurde Bitterlich wegen seiner illegalen Mitgliedschaft in der NSDAP zunächst aus dem öffentlichen Dienst entlassen. Aus wirtschaftlicher Not zog er mit seiner Familie zu seinen Eltern nach Salzburg. Doch bereits 1948 konnte er in seine Stellung als Forstmeister der ÖBf zurückkehren. Er profitierte dabei von der Änderung des Nationalsozialistengesetzes im Vorjahr, durch die das Datum des Parteibeitritts weitgehend irrelevant wurde und eine neue Kategorie „Minderbelasteter“ geschaffen wurde.

## Wissenschaftskarriere
Bereits als privater Forstarbeiter bei der Krupp’schen Gutsverwaltung in Blühnbach im Übergangsjahr 1946 probierte Bitterlich Ideen zur Winkelzählprobe aus, die er zwei Jahre später publizierte und 1949 beim Weltforstkongress in Helsinki vorstellte und zunächst bei der Firma Optimar, ab 1962 dann mit seinem Unternehmen „Feinmechanische Optische Betriebsgesellschaft“ kommerzialisierte. Dort arbeitete er in den Folgejahren an weiteren optischen Messgeräten für Forstwirtschaft und Militär wie der Winkelzählprobe, den Bitterlichstab, den Spiegel- bzw. Telerelaskopen, dem Tarifmesswinkel und einer optischen Baummesskluppe.
Auch 1949 wurde Bitterlich an der Hochschule für Bodenkultur Wien zum Dr. nat. tech. promoviert. 1967 kehrte er einem Ruf folgend als ordentlicher Professor und Leiter des Instituts für Forstliche Ertragslehre an seine alma mater zurück. Nach seiner Emeritierung 1978 veröffentlichte er sein Hauptwerk, The Relascope Idea. Relative Measurements in Forestry.

## Ehrungen
Bitterlich war Ehrenbürger von Nashville, Tennessee und Ehrenmitglied des Tiroler und des amerikanischen Forstvereins.  Er war seit 1971 Ehrenmitglied des amerikanischen Forstvereins. Er trug das goldene Ehrenzeichen des Landes Salzburg, die gleichfarbige Verdienstmedaille der Gemeinde Reutte, das Ehrenkreuz für Wissenschaft und Kunst I. Klasse und der Kaplan-Medaille des Österreichischen Erfinderverbandes. Seit 2004 zeigt eine Dauerausstellung im Walderlebniszentrum Füssen eine Auswahl seiner Unterlagen und Geräte.
Bitterlich war mit Ilse, geborene Hauptmann, verheiratet. Das Ehepaar hatte zwei Söhne und zwei Töchter. Walter Bitterlich starb am 9. Februar 2008 in seinem Geburtsort Reutte in Tirol.

## Veröffentlichungen
- Die Winkelzählprobe, Dissertation, Wien 1949.
- Waldertragslehre, nach Vorlesungen Bitterlichs zusammengestellt von Julius Marschall, Wien 1973.
- als Bearbeiter: Holzmeßlehre. Lehrbehelf für die Studienrichtung Forst- und Holzwirtschaft, Wien 1974.
- The Relascope Idea. Relative Measurements in Forestry, London 1984, ISBN 0-85198-539-4.
- Logik Leben. Denkanstöße auch im Namen vieler, die nicht mehr sprechen können, Salzburg 1986.
- Die ersten 13 Monate. Erlebnisberichte aus dem Zweiten Weltkrieg, Salzburg 1996.
- Kriegserinnerungen. Persönliche Aufzeichnungen von 1942 bis 1945, Reutte 2003, ISBN 3-901821-03-1.[8]